# Josepa de Santa Agnès
Josepa de Santa Agnès, nascuda Josepa Teresa Albinyana i Gomar (Benigànim, 9 de febrer de 1625 - 21 de gener de 1696) va ser una religiosa valenciana, monja de les agustines descalces al convent de Benigànim. És venerada com a beata per l'Església catòlica i és coneguda com a Agnès de Benigànim.

## Vida
Filla de Lluís Albinyana i Vicenta Gomar, neix al si d'una família pagesa empobrida i amb pocs recursos, però molt religiosa. Aviat mor el seu pare i passa la infantesa servint a casa d'un oncle seu, Bartomeu Tudela, batlle del poble. S'encarrega de les tasques domèstiques i en particular de la bugada. Mentrestant, no va rebre cap educació, la qual cosa, unida al seu natural simple i massa innocent, feia que aparegués com una persona limitada i fos tractada com la "ximple del poble". A més, patia epilèpsia.
Cap als dotze o catorze anys, Josepa Teresa té una visió mística de Crist mentre fa la bugada vora el riu. Jesús, a qui ella anomenarà el Natzarè de l'O li demanarà que sigui la seva esposa. Llavors decideix d'abraçar la vida religiosa i lliurar-se a Déu. Ja adolescent, un criat de la casa, seduït per la bellesa de la jove, l'assetja i, en refusar-lo ella, que vol mantenir la seva virginitat i consagrar-se a la vida religiosa, el noi, enfurismat, la vol matar: li dispara un tret amb un trabuc però la noia aconsegueix fugir sana i estàlvia. Demana llavors d'ingressar al convent que les agustines descalces tenien a Benigànim, el de la Puríssima Concepció. Les monges no ho veuen clar, per la poca formació i simplicitat de la noia, però l'admeten com a germana llega que podrà ocupar-se de les tasques manuals. Hi ingressa el 25 d'octubre de 1643, als divuit anys.
En 1644 fa els vots i pren el nom religiós de Josepa de Santa Agnès (a partir de 1690, per devoció mariana, Josepa Maria de Santa Agnès), però era coneguda com a germana Agnès. Va destacar per la seva caritat, la pregària constant, de caràcter místic, i les penitències que feia. La seva actitud de servei es reflecteix a la dita popular: "Beata Agnès, on et criden, vés". Va tenir molt mala salut, tenint, a més de freqüents atacs epilèptics, altres malalties com inflamació de genoll, febres perllongades, entre d'altres. Tenia episodis d'èxtasi de gran intensitat mística. Vint anys després d'haver ingressat, és feta germana de cor, però com que era analfabeta, no podia llegir ni seguir l'ofici diví, que es resava en llatí. L'arquebisbe Martí d'Ontiveros li va permetre que pogués assistir als oficis sense resar-hi, amb la mateixa validesa com si ho fes. El seu confessor i les seves companyes estaven d'acord que, si d'una banda era ignorant en les coses del món, era una persona virtuosa i sàvia en el que feia referència a l'espiritualitat, aconsellant molt encertadament tothom que li demanava ajut, entre ells governants. Tenia fama, a més, de fer miracles: se n'explicaven guaricions, profecies, salvaments inexplicables que tenien lloc per la seva intercessió, i el poble la veu com una santa, demanant-li els rosaris que feia com a relíquies santes.
Va morir al mateix convent el 21 de gener de 1696, als 71 anys, essent sebollida a l'església del convent de la Puríssima, després de tres dies en els que nombrosos fidels van desfilar davant del seu cos.

## Veneració
El 1729 es va obrir a València la seva causa de beatificació; el 19 d'agost de 1838, Gregori XVI en declarà les virtuts heroiques i la proclamà venerable. Fou beatificada el 26 de febrer de 1888 a Roma per Lleó XIII.
El seu cos incorrupte, conservat a la capella del seu monestir de Benigànim, fou profanat i destruït durant la guerra civil espanyola.